# Втеча з в'язниці
«Втеча» (англ. Prison Break) — американський драматичний телесеріал, створений Полом Шерінгом. Серіал складається із 5-ох сезонів. Сезони із 1-го по 4-й транслювалися на каналі Fox з 2005 по 2009 рік, 5-й сезон – у 2017 році. У 2009 році 3-ій сезон транслював канал ICTV.
Виконавчі продюсери: Пол Шерінг, Девн Пероус, Марті Адельстайн, Ніл Морітз і Бретт Ратнер.
Режисер пілотного випуску: Бретт Ратнер («Червоний дракон», «Люди Ікс III», «Час пік», «Час пік 2», «Час пік 3»).
Компанії з виробництва серіалу: 20th Century Fox Television, Adelstein-parouse Productions, Original Television.

## Сюжет
У першому сезоні сюжет концентрувався на тому, як молодший брат Майкл Скотфілд організовує втечу з тюрми своєму засудженому до страти за помилковими свідченнями старшому братові Лінкольну Барроузу. У другому сезоні групу утікачів розшукують у всіх штатах США не тільки агенти ФБР (зокрема, зловживаючий наркотиками  детектив Олександр Махоун), але і секретні урядові структури, замішані в махінаціях колишнього президента країни. В кінці сезону Барроуза виправдовують, а Скотфілд потрапляє в панамську в'язницю «Сона». Початок третього сезону став драматичним — люди, які захопили в полон подругу Скотфілда Сару Танкреді, вбивають її, і погрожують убити сина Барроуза, Ел Джея. Братам необхідно виконати умови урядових вимагачів і вивести з «Сони» загадкову особу — Джеймса Уїстлера.

## В ролях
= Головна роль в сезоні
     = Другорядна роль в сезоні
     = Гостьова роль в сезоні
     = Замінює актор
     = Не з'являється

### Головні ролі
| Актор            | Персонаж                           | Поява в сезонах | Поява в сезонах | Поява в сезонах | Поява в сезонах | Поява в сезонах | Поява в сезонах | Поява в сезонах |
| Актор            | Персонаж                           | 1               | 2               | 3               | 4               | 5               | Епізоди         |                 |
| ---------------- | ---------------------------------- | --------------- | --------------- | --------------- | --------------- | --------------- | --------------- | --------------- |
| Домінік Перселл  | Лінкольн Барроуз                   | 22              | 22              | 13              | 24              | 9               | 90              |                 |
| Вентворт Міллер  | Майкл Скофілд                      | 22              | 22              | 13              | 24              | 9               | 90              |                 |
| Робін Танні      | Вероніка Донован                   | 22              | 1               |                 |                 |                 | 23              |                 |
| Петер Стормаре   | Джон Абруцці                       | 17              | 4               |                 |                 |                 | 20              |                 |
| Аморі Ноласко    | Фернандо Сукре                     | 22              | 18              | 12              | 19              | 3               | 74              |                 |
| Маршалл Оллмен   | Ел Джей Барроуз                    | 11              | 7               | 7               | 1               |                 | 26              |                 |
| Вейд Вільямс     | Бред Беллік                        | 22              | 18              | 13              | 10              |                 | 63              |                 |
| Пол Адельштейн   | Пол Келлерман                      | 19              | 20              |                 | 1               | 2               | 42              |                 |
| Роберт Кнеппер   | Теодор Бегвелл «Ті-Бег»            | 19              | 19              | 13              | 24              | 6               | 81              |                 |
| Сара Вейн Келліс | Сара Танкреді                      | 22              | 20              | 1               | 24              | 6               | 73              |                 |
| Рокмонд Данбар   | Бенджамін Майлз Франклін «Сі-Ноут» | 16              | 19              |                 | 2               | 6               | 43              |                 |
| Френк Ґрілло     | Нік Северін                        | 18              |                 |                 |                 |                 | 18              |                 |
| Вільям Фіхтнер   | Александр Махоун                   |                 | 22              | 13              | 24              |                 | 59              |                 |
| Реггі Лі         | Вільям «Білл» Кім                  |                 | 16              |                 |                 |                 | 16              |                 |
| Кріс Венс        | Джеймс Вістлер                     |                 |                 | 13              | 1               |                 | 14              |                 |
| Роберт Віздом    | Норман Сент-Джон «Лучеро»          |                 |                 | 13              |                 |                 | 13              |                 |
| Денай Гарсіа     | Софія Луго                         |                 |                 | 13              | 2               |                 | 15              |                 |
| Джоді Лін О’Кіф  | Гретхен Морган                     |                 |                 | 13              | 17              |                 | 30              |                 |
| Майкл Рапапорт   | Дональд Селф                       |                 |                 |                 | 22              |                 | 22              |                 |
| Марк Фоєрстін    | Джейкоб Антон Несс                 |                 |                 |                 |                 | 8               | 8               |                 |
| Інбар Лаві       | Шеба                               |                 |                 |                 |                 | 8               | 8               |                 |
| Август Прю       | Девід Мартін «Кнут»                |                 |                 |                 |                 | 8               | 8               |                 |
| Всього епізодів  | Всього епізодів                    | 22              | 22              | 13              | 24              | 9               | 90              |                 |

### Другорядні ролі
| Актор                 | Персонаж                  | Поява в сезонах | Поява в сезонах | Поява в сезонах | Поява в сезонах | Поява в сезонах | Поява в сезонах | Поява в сезонах |
| Актор                 | Персонаж                  | 1               | 2               | 3               | 4               | 5               | Епізоди         |                 |
| --------------------- | ------------------------- | --------------- | --------------- | --------------- | --------------- | --------------- | --------------- | --------------- |
| Стейсі Кіч            | наглядач Генрі Поуп       | 20              | 3               |                 |                 |                 | 23              |                 |
| Патрісія Веттіг       | Керолайн Рейнольдс        | 15              | 3               |                 |                 |                 | 18              |                 |
| Сайлас Вейр Мітчелл   | Чарльз Патошик            | 6               | 6               | 1               |                 |                 | 13              |                 |
| Джон Герд             | губернатор Френк Танкреді | 5               | 5               |                 |                 |                 | 10              |                 |
| Камілл Гуаті          | Марікрус Дельгадо         | 5               | 3               | 1               |                 |                 | 9               |                 |
| Синтія Кей Маквільямс | Кейсі Франклін            | 3               | 5               |                 |                 |                 | 8               |                 |
| Рік Юн                | Джа                       |                 |                 |                 |                 | 6               | 6               |                 |
| Всього епізодів       | Всього епізодів           | 22              | 22              | 13              | 24              | 9               | 90              |                 |

## Огляд серій
| Сезон | Епізоди | Епізоди | Оригінальний показ | Оригінальний показ |
| Сезон | Епізоди | Епізоди | Перший показ       | Останній показ     |
| ----- | ------- | ------- | ------------------ | ------------------ |
| 1     | 22      | 22      | 29 серпня 2005     | 15 травня 2006     |
| 2     | 22      | 22      | 21 серпня 2006     | 2 квітня 2007      |
| 3     | 13      | 13      | 17 вересня 2007    | 18 лютого 2008     |
| 4     | 24      | 24      | 1 вересня 2008     | 15 травня 2009     |
| 5     | 9       | 9       | 4 квітня 2017      | 30 травня 2017     |

### Сезон 1 (2005—2006)
Це історія про двох братів. Старший — Лінкольн Барроуз, хлопець неблагополучний, колишній наркоман — перебуває під вартою у в'язниці строгого режиму «Фокс Рівер» в очікуванні страти за вбивство брата віце-президента, якого він не здійснював. Молодший брат Майкл Скофілд вирішує врятувати свого брата і влаштувати втечу з тюрми. Для реалізації плану Майкл влаштовує фальшиве пограбування банку, відмовляється від адвоката і сам сідає в ту ж в'язницю, де чекає страти його брат. Свого часу він працював у фірмі, яка займалася плануванням об'єкта «Фокс Рівер» і знає немало цікавих особливостей всіх приміщень. Вся необхідна інформація завжди знаходиться при Майклі, оскільки перед відправкою на тюремні нари він зробив собі вражаюче татуювання на тілі. Тоді як Майкл працює над виконанням плану у в'язниці, знайомлячись з місцевими авторитетами і готуючи втечу століття, подруга дитинства братів — адвокат Вероніка Донован займається власним розслідуванням вбивства віце-президента. Вона намагається з'ясувати, хто ж підставив Лінкольна і хто стоїть за низкою вбивств, пов'язаних з цією справою

### Сезон 2 (2006—2007)
Другий сезон починається через вісім годин після втечі, зосереджуючись в основному на восьми втечах. Творець серіалу Пол Шерінг описує другий сезон як "Утікач вісім" і уподібнює його "другій половині Великої втечі". Кожен з них переслідує свої індивідуальні цілі. Бреда Белліка звільняють із в'язниці, де він працював головним охоронцем і переслідує самих ув'язнених за винагороду. Кілька втікачів знову об'єднуються в пошуках великого сховища грошей, що давно заховав інший ув'язнений Фокс Рівер, Чарльз Вестморленд. Федеральний агент Олександр Махоун призначений розшукувати вісьмох втікачів, але, як виявилось, він працює в компанії, яка хоче щоб всі в'язні загинули. Коли Сара виявляє, що її батька, губернатора Франка Танкреді, було вбито, вона зустрічається з Майклом і залишається з ним, коли брати намагаються вбити нинішнього президента Рейнольдса, члена Компанії. Щоб забезпечити безпеку братів, Сара дозволяє заарештувати себе та йде під суд. Під час судового розгляду свідчення колишнього агента секретної служби Пола Келлермана, який раніше працював на президента, виправдовують Лінкольна та Сару. Половину втікачів вбивають чи відбирають, але брати їдуть до Панами. Майкла, Т-Бага, Махоуна та Белліка заарештовує панамська влада та ув'язнює у федеральній тюрьмі «Сона».

### Сезон 3 (2007—2008)
Прем'єри третього сезону серіалу відбулася 17 вересня 2007 року. Перші 17 хвилин прем'єрної серії було показано на офіційному сайті серіалу 24 серпня 2007. Спочатку сезон повинен був складатися з 22 серій, але через зимовий страйк сценаристів, що тривав 100 днів, було знято лише 13 серій. Сюжет продовжує фінал другого сезону в Панамі. Хоча Лінкольна виправдали, Майкл був поміщений у федеральну в'язницю «Сона» віч-на-віч з вбивцями. Махоуні, Бегвелла і Белліка також уклали в "Сону" за різні злочини. Компанія узяла в заручники Сару і Лінкольна молодшого і відпустить їх, якщо Лінкольн і Майкл допоможуть бігти укладеному Джеймсу Уїстлеру.

### Сезон 4 (2008—2009)
Прем'єра 4 сезону відбулася 1 вересня 2008. Як і обіцяли продюсери, Сара Танкреді, яка, як вважали, була убита в третьому сезоні, повернулася в серіал. У новому сезоні також з'явилися нові герої, в їх числі агент департаменту внутрішньої безпеки США Дон Селф (Майкл Рапапорт), що об'єднався з Майклом і Лінкольном в боротьбі проти «Компанії», який пообіцяв, що дасть їм свободу в обмін на «Сциллу».
Основна сюжетна лінія четвертого сезону - це команда, яку набрав агент Національної безпеки Дон Селф для отримання Сцилли. Хоча команда спочатку вважає, що це "чорна книга Компанії", згодом виявлено, що вона містить інформацію про вдосконалений елемент відновлювальної енергії. Протягом першої половини сезону команда отримує картки для доступу до Сцилли та пробивається до штаб-квартири Компанії, щоб її вкрасти. Беллік помирає, коли жертвує собою, а Селф виявляється подвійним агентом, який має намір продати Сциллу. На жаль, Лінкольн вирішує приєднатися до Компанії, щоб повернути її, в той час як Майкл страждає від гіпоталамічної гамартоми. Його лікує та оперує Компанія. Пізніше Майкл дізнається, що його мати Крістіна ще жива і була агентом компанії, яка, як виявилось, придбала Сциллу, щоб продати найвищому торгу. Врешті-решт, основна сюжетна лінія серіалу за останні 4 сезони закінчується в Маямі, де Майкл та його команда відновлюють Сциллу, Генерала та Компанії знімають, а Сара вбиває Крістіну.
Останні два епізоди сезону представляють фінал серії. У передостанньому епізоді Сара помічена, як купує квіти в Панамі разом із сином Майклом перед відвідуванням могили Майкла з Лінкольном, Сукре та Махоуном. Фінальний епізод і телевізійний фільм Prison Break: The Final Break показує, що сталося між злетом компанії і смертю Майкла. Ця історія передбачає ув'язнення Сари в пенітенціарному окрузі Маямі-Дейд за вбивство Крістіни. Генерал та Т-Бег знаходяться у сусідньому чоловічому корпусі. Генерал хоче, щоб Сара була мертвою і віддав за її вбивство 100 000 доларів. Майкл придумує план звільнення Сари. Врешті-решт, знаючи, що він вмирає від пухлини головного мозку, Майкл жертвує собою, щоб Сара врятувалася.

### Сезон 5 (2017)
Прем'єра п'ятого сезону відбулася 4 квітня 2017 року. Більшість акторської групи повернулося в серіал після тривалої перерви. Дія відбувається в Єменській в'язниці Огігія, де Майкл відбуває покарання під псевдонімом Каніель Оутіс.

### Сезон 6 (анонсований)
В середині грудня 2017 року Домінік Перселл у своєму Інстаграм заявив, що компанія Fox вже працює над створенням шостого сезону серіалу. 5 січня 2018 року компанія Fox офіційно це підтвердила.